# مزایده

آنچه که درباره تعریف مُزایده یا حراج معمولاً ارائه می‌شود در واقع نوع خاصی از مزایده‌است که آن را با عنوان مزایده انگلیسی یا مزایده استاندارد می‌شناسند. اما اصولاً در هر مزایده سه عنصر مزایده‌گذار، کالا و پیشنهاد دهندگان وجود دارد.
مزایده زمانی شکل می‌گیرد که تقاضا برای کالا یا کالاها بیشتر از مقدار موجود است و پیشنهاد دهندگان برای به دست آوردن کالا با یکدیگر رقابت می‌کنند. در هر مزایده، مزایده‌گذار تلاش می‌کند تا کالای خود را به بیشترین قیمت ممکن به فروش بگذارد و در مقابل، پیشنهاد دهندگان در پی تصاحب کالا با کمترین قیمت می‌باشند. انواع مختلف مزایده، هر کدام در پی یافتن روشی هستند که از یک طرف این حس را در پیشنهاد دهندگان به وجود آورد که کالا را به قیمت قابل قبولی خریده‌اند و از سوی دیگر افراد را ترغیب کند تا نزدیک‌ترین مبلغ به آن چه که حاضر به پرداخت آن برای کالای مورد نظر هستند را پیشنهاد دهند. مزایده برخلاف قانون اعمال نفوذ برخلاف حق مصوب 1315 جرم و مطابق ماده 36 قانون مجازات اسلامی یکی از موارد انتشار حکم محکومیت در رسانه ملی یا روزنامه کثیر الانتشار است.

## مؤلفه‌های مزایده
مؤلفه‌های زیر را برای مزایده‌های گوناگون می‌توان برشمرد:

### کالاها
- دارای قیمت نامشخص (پنهان از عموم) باشند.
- دارای قیمت مشخص باشند.
- دارای قیمت وابسته باشند.

### پیشنهاد
- سرباز باشد (تمامی پیشنهاد دهندگان از پیشنهادها با خبرند)
- سربسته باشد (پیشنهاد دهندگان از پیشنهادها دیگر بی خبرند)

### پیشنهاد پیشنهاد دهندگان
- با نخستین پیشنهاد به پایان رسد
- سیر صعودی داشته باشد
- سیر نزولی داشته باشد

### اقلام پیشنهادی
- یکی
- چندین کالای مشابه
- چندین کالای غیر مشابه
- سبدی از اقلام گوناگون

### تشخیص برنده مزایده
- نخستین قیمت (بالاترین قیمت)
- دومین قیمت
- nامین قیمت

علاوه بر موارد فوق مؤلفه دیگری به نام زمان را نیز باید افزود.

### زمان مزایده
- محدود باشد (با تاریخ شروع و اتمام مشخص)
- نامحدود و پایان آن در اختیار مزایده گذار باشد
- نامحدود و پایان آن با پیروزی یک پیشنهاد دهنده تعیین گردد.

در واقع با جمع‌بندی این مؤلفه‌ها می‌توان به دو تفاوت مهم در مزایده‌های گوناگون رسید:
- نوع فرایند مزایده
- اطلاعات موجود دربارهٔ خرید کالا

## انواع مزایده
از دیدگاه امنیت و خصوصی بودن مزایده‌ها به دو دسته تقسیم می‌شوند:

### اولیه

#### مزایده خصوصی
در این مزایده مشخصات پیشنهاد دهنده قیمت پنهان است و بنابراین هر کسی که کالای به مزایده گذاشته شده را خریداری می‌کند به عنوان بی نام شناخته می‌شود. اینگونه مزایده معمولاً در مواردی به کار می‌رود که به دلایل امنیتی لازم است نام خریدار پنهان بماند، مانند مزایده برای نقاشی‌های بسیار گران‌قیمت یا جواهرات کهن.

#### مزایده عمومی
در این گونه نام پیشنهاد دهندگان قیمت مشخص است و هر فردی می‌تواند در مزایده شرکت کند.
از دیدگاه مزایده گذار و کالا، مزایده‌ها به سه دسته تقسیم می‌شوند:

#### مزایده مبادله‌ای
شرکا که شامل شماری از خریداران اصلی و حرفه‌ای هستند بر کار مزایده نظارت می‌کنند تا کسی تخلف نکند.

#### مزایده فروشی
که برای اقلام هنری و کالاهایی به کار می‌رود که تنها یک نوع از آن‌ها وجود دارد.

#### مزایده دلالی
برای اشیاء خاص جهت کلکسیون، ماشین یا ماشین آلات به کار می‌رود.
اما از دیدگاه ساختاری نوع زیادی از مزایده‌های گوناگون را می‌توان برشمرد که در اصل هریک از آنها ویژگی‌هایی را برای قیمت و تعداد کالا، شکل پیشنهادها و زمان مزایده تعیین می‌کنند.

### ثانویه
دو مزایده اول جزو مزایده‌های باز محسوب می‌شوند و دو مزایده آخر مزایده‌های سربسته هستند.

#### مزایده انگلیسی یا مزایده استاندارد
این نوع مزایده مرسوم‌ترین نوع مزایده‌است. در این مدل خریداران برای خرید یک کالا با پیشنهاد قیمت بالاتر از قیمت پیشنهادی قبلی با یکدیگر رقابت می‌کنند. [۲]مزایده زمانی به اتمام می‌رسد که پیشنهادی بالاتر از پیشنهاد فعلی وجود نداشته باشد یا اینکه پیشنهاد قیمت به مبلغ از پیش تعیین شده‌ای که آن را «Buy-Out» می‌نامند، برسد. در این هنگام پیشنهاد دهنده با بالاترین قیمت کالا را خریداری می‌کند. فروشنده می‌تواند یک قیمت رزرو شده را اعلام کند که در این صورت کالا به قیمتی پایین تراز مبلغ فوق به فروش نخواهد رفت.
در روش دیگر مزایده انگلیسی افرادی متقاضی خرید کالا می‌شوند و سپس قیمت کالا از یک مقدار حداقل شروع شده و متناوباً افزایش می‌یابد و با افزایش قیمت افرادی اعلام می‌کنند که از مزایده خارج شده‌اند و زمانی که یک خریدار از مزایده خارج شد دیگر نمی‌تواند به مزایده بازگردد و مزایده زمانی به اتمام می‌رسد که تنها یک نفر باقی بماند.

#### مزایده هلندی
این مزایده که به مزایده چینی نیز مشهور است، بدین شکل است که مزایده گذار، مزایده را با بالاترین قیمتی که مورد نظرش است آغاز می‌کند و سپس از قیمت مرتباً کاسته می‌شود تا زمانی که خریداری برای قیمت پیشنهادی یافته شود یا اینکه قیمت به حداقل قیمت از پیش تعیین شده برسد.
خریدار آخرین قیمت اعلام شده را پرداخت می‌کند. این نوع مزایده برای مواقعی مناسب است که فروش سریع کالاها مهم است و بنابراین فروش تنها با یک پیشنهاد به انجام می‌رسد. این مزایده به دلیل استفاده فراوان آن در حراج گل هلندی به مزایده هلندی مشهور شده‌است. مزایده هلندی گاهی برای توصیف مزایده‌های آنلاینی که چندین کالای مشابه در یک زمان و به تعداد برابر از بالاترین پیشنهادها به فروش می‌رسند، نیز به کار می‌رود. اقتصاد دانان مزایده اخیر را با عنوان مزایده انگلیسی چند گانه صعودی نیز می‌خوانند. در عمل مشاهده می‌شود که در مزایده هلندی مزایده گذار سود بیشتری را از مزایده خواهد برد چرا که اگر شخصی واقعاً خواهان یک کالا باشد نمی‌تواند صبر کند تا قیمت کالا خیلی پایین بیاید چرا که هر لحظه ممکن است فرد دیگری پیشنهاد خرید بدهد و بنابراین مزایده گذار کالا را می‌تواند اغلب با قیمتی نزدیک به حداکثر به فروش بگذارد.

#### مزایده چندگانه
این مزایده هم نوع دیگری از مزایده هلندی است که در بالا به آن اشاره شد، این مزایده زمانی انجام می‌شود که مزایده گذار می‌خواهد چندین کالا را به مزایده بگذارد ولی نمی‌خواهد همه اقلام را در یک پیشنهاد به یک نفر بفروشد.[۱۰] در واقع مزایده گذار می‌خواهد چندین کالا را در یک مزایده قرار دهد به طوری که افراد مختلف بتوانند در یک یا تعداد بیشتری از کالاها پیروز شوند. پیشنهاد دهنده دارای این اختیار است که تنها برای یک کالا یا برای تمام کالاها پیشنهاد قیمت دهد. شکل مزایده بسیار شبیه به مزایده انگلیسی است به این صورت که خریداران با بالا بردن پیشنهاد بر سر کالاها با یکدیگر رقابت می‌کنند. برندگان مزایده کسانی هستند که بالاترین پیشنهاد را در لیست داده‌اند و می‌توانند تمام کالاهای مورد تقاضایشان را خریداری کنند. به عنوان مثال چنانچه ۱۶ کالا به مزایده گذاشته شده‌است، و حداقل ۶ نفر هریک برای خرید ۳ کالا پیشنهاد داده‌اند، آنگاه حداکثر تنها ۵ نفر که بالاترین پیشنهادها را داشته‌اند قادر خواهند بود که هر ۳ کالای خود را خریداری کنند و نفر ششم تنها می‌تواند یک کالا را خریداری کند و مزایده گذاران دیگر نیز هیچ کالایی نخواهند داشت. 

#### مزایده نخستین قیمت پنهان
که به مزایده بالاترین پیشنهاد پنهان نیز مشهور است، بدین شکل است که تمام پیشنهاد دهندگان در یک لحظه پیشنهاد خود را ارائه می‌کنند و بنابراین هیچ‌یک از پیشنهاد دهندگان از پیشنهاد فرد دیگر مطلع نیست و سپس کالا به پیشنهاد دهنده با بالاترین قیمت فروخته می‌شود.

#### مزایده دومین قیمت پنهان
در این مزایده که به مزایده ویکری نیز مشهور است، همانند مزایده قبل پیشنهاد دهندگان از پیشنهاد یکدیگر مطلع نمی‌باشند، اما برخلاف مزایده قبل، فرد برنده دومین پیشنهاد قبل از پیشنهاد خودش را پرداخت می‌نماید. در تئوری این مزایده از نظر ریاضی مشابه با مزایده انگلیسی است چرا که پیشنهاد دهندگان را ترغیب می‌کند تا مبلغ واقعی مورد نظرشان را بیان کنند.
اما علاوه بر مزایده‌های اصلی ذکر شده مزایده‌های گوناگون دیگری نیز وجود دارد که بعضاً بسیار به مزایده‌های مذکور شبیه می‌باشند:

#### مزایده ترکیبی
در بعضی از موارد خریداران نیازمند مجموعه‌ای از کالاهای به حراج گذاشته شده می‌باشند که به آن بسته خرید می‌گویند. به عنوان مثال اگر یک دوچرخه را در نظر بگیرید، چنانچه چرخهای دوچرخه جداگانه و بدنه دوچرخه جداگانه به فروش برسد، یک پیشنهاد دهنده ممکن است برای سبدی مشتمل بر یک چرخ و یک بدنه ۰ دلار پیشنهاد دهد ولی برای سبدی شامل دو چرخ و یک بدنه ۲۰۰ دلار پیشنهاد بدهد. اگر خریدار مجبور باشد برای هریک از کالاهای درون سبد به‌طور جداگانه در مزایده شرکت کند، ممکن است که دچار ضرر شود چراکه چنانچه در خرید کالاهای ابتدائی سبد موفق شود با شکست خوردن در مزایده کالاهای بعدی سبد دچار خسران می‌شود و اگر در کالاهای ابتدائی شکست بخورد. این مشکل با فروش تمام کالاها به صورت هم‌زمان و اجازه دادن به خریداران برای خرید چندین کالا، قابل حل شدن است. در چنین مزایده‌ای اگر پیشنهاد دهنده در مجموعه کالاهایی که متقاضی آن است برنده شد، تمام سبد به او تعلق می‌گیرد و در غیر این صورت هیچ‌کدام از کالاها به او اختصاص داده نمی‌شود. خریداران همچنین ممکن است تنها بتوانند یک سبد را برای خرید انتخاب کنند و نه بیشتر. مرتب ساختن پیشنهادها خریداران برای اینکه مشخص شود کدام خریدار در مزایده کدام سبد برنده‌است (و گاهی محاسبه مبلغی که برای سبد باید پرداخته شود) معمولاً بسیار پیچیده‌است. برای محاسبه معمولاً از الگوریتم‌های بهینه‌سازی مانند برنامه‌ریزی خطی استفاده می‌کنند.

#### مزایده در زمان محدود
از نظر ساختاری کاملاً شبیه به مزایده انگلیسی است اما مزایده در یک زمان مشخص پایان می‌یابد. در برخی موارد مدت مزایده چند روز یا چند هفته به طول می‌انجامد، اما اغلب از ساعت شنی برای مشخص کردن طول زمان مزایده استفاده می‌شده‌است. در یکی از قدیمی‌ترین روش‌های این مزایده از شمع برای طول مدت زمانی استفاده می‌شده‌است و مزایده تا زمانی ادامه می‌یافته که شمع روشن است. ویژگی این مزایده این است که در لحظات پایانی فرصتی برای فکر کردن بر روی افزایش قیمت برای پیشنهاد دهندگان نیست.

#### مزایده با سرویس پیشنهادی استاندارد
پیشنهاد دهندگان پیشنهاد خود را به صورت زوج‌های مرتب(s,d) ارائه می‌دهند، که در آن s تعداد سهم درخواستی و d تخفیف درخواستی به درصد است. برنده موظف است sسهم را با پیشنهاد استاندارد با تخفیف d٪ خریداری نماید.

#### مزایده هم‌زمان یا مزایده ژاپنی
در این مزایده تمامی پیشنهادها در یک لحظه ارائه می‌شود و پیشنهاد دهندگان با انگشتان دست مبلغ پیشنهادی خود را اعلام می‌کنند در عمل این مزایده در یک لحظه قابل انجام نیست چرا که مزایده گذار زمانی را برای مشاهده علائم دست هر فرد صرف می‌کند، و این مزایده با سر و صدای زیاد پیشنهاد دهندگان برای جلب توجه مزایده گذار همراه است و معمولاً برای کالاهایی انجام می‌شود که فروش سریع آن‌ها مطلوب است مثل غذای تازه.

#### مزایده با پیشنهاد قابل مشاهده
در این مزایده پیشنهاد دهندگان و مبلغ هر پیشنهاد پنهان است اما بالاترین پیشنهاد مشخص است و هر زمانی که پیشنهادی بالاتر ارائه گردید به جای پیشنهاد قبلی قرار داده می‌شود.

#### مزایده با مبلغ واحد
این مزایده برای کالاهایی است که چندین نمونه یک شکل (و یا کالای قابل تقسیم) به معرض فروش گذارده می‌شود؛ و در N کالا به n پیشنهاد برتر با قیمت بالاترین پیشنهاد شکست خورده فروخته می‌شود.

#### مناقصه
در این نوع جای خریدار و فروشنده عوض می‌شود و خریدار تقاضای خود را برای کالا یا خدماتی اعلام می‌کند و فروشندگان پیشنهاد قیمت فروش را اعلام می‌کنند و این قیمت برای به‌دست آوردن معامله مرتباً کاهش می‌یابد. در پایان پایین‌ترین قیمت برنده خواهد بود.

#### مزایده هنر دیجیتال
این مزایده به‌طور نامحدودی می‌تواند ادامه داشته باشد و ویژه محصولاتی است که بدون صرف هیچ‌گونه هزینه‌ای قابل تکثیر یا کپی برداری هستند (مانند فیلم، نرم‌افزار، فرمول دارو). پیشنهاد دهندگان بالاترین پیشنهاد خود را ارائه می‌کنند که البته این پیشنهاد قابل حذف یا تغییر در هر زمانی است. فروشنده پیشنهادها را مورد بررسی قرار می‌دهد و در هر زمانی که تشخیص داد مزایده را با قیمت خاصی که در نظر می‌گیرد پایان می‌دهد. برندگان مزایده افرادی هستند که پیشنهادی به همان قیمت یا بیشتر از آن ارائه کرده‌اند و یک کپی از محصول را دریافت خواهند کرد.

#### مزایده پیشنهاد منحصر به فرد
در این نوع کاربران پیشنهادهای پنهان خود را ارسال می‌کنند. این پیشنهادها در یک بازه مشخصی می‌بایست قرار داشته باشد (معمولاً سقف بازه تعیین می‌شود) بالاترین و در مواقعی پائین‌ترین پیشنهاد منحصر به فر برنده خواهد بود. این مزایده تا حدودی ویژگی بازی شانس را در خود دارد و معمولاً منجر می‌شود به اینکه برنده کالا را با قیمتی بسیار پائین‌تر از ارزش واقعی آن خریداری کند. مزایده پیشنهاد منحصر به فرد کاربرد زیادی در تجارت اینترنت دارد. به عنوان مثال اگر اتومبیلی ۲۰۰۰ دلار ارزش دارد و پیشنهادها از ۱۸۵۰ تا  ۲۰۰۰ دلار بِش از یک بار ارائه شده‌است ولی پیشنهاد ۱۸۴۹ تنها توسط یک نفر ارائه شده باشد، آنگاه اتومبیل با قیمت ۱۸۴۹ دلار به وی فروخته می‌شود اما سود مزایده گذار زمانی است که بابت ارائه هر پیشنهاد مبلغی دریافت می‌کند. مثلاً در مثال فوق اگر بابت هر پیشنهاد ۱ دلار دریافت کند، پس از دریافت ۲۰۰۰ پیشنهاد مبلغ خودرو را به‌دست آورده‌است.

#### مزایده با قیمت مشخص
در این مزایده قیمت کالا از قبل ثابت و مشخص است و کالا به نخستین پیشنهاد دهنده‌ای که متقاضی کالا است فروخته می‌شود.

#### مزایده سریع
این مزایده که برای کالاهای با متقاضی زیاد انجام می‌شود با قیمت بسیار پایین آغاز می‌شود (به‌طور معمول ۱ دلار برای هر کالایی) و به سرعت با پیشنهادها مختلف قیمت کالا بالا می‌رود و ضمناً این مزایده هیچ سقف قیمتی نخواهد داشت و تا جایی که پیشنهادها بالاتری وجود دارد قیمت افزایش میابد.

#### مزایده معاوضه‌ای
در این مزایده مزایده گذار کالای مزایده گذاشته شده را با کالایی دیگر معاوضه می‌کند. معمولاً مزایده گذار لیستی از کالاهایی که مایل است با آن‌ها مبادله صورت گیرد را اعلام می‌کند و پیشنهادها می‌تواند شامل کالاهایی غیر از کالاهای مورد تقاضا و یا پول نقد یا ترکیبی از آن‌ها باشد. در نهایت مزایده گذار تصمیم می‌گیرد که کالا را با کدام پیشنهاد معاوضه کند.

#### مزایده سوئیسی
این مزایده بر پایه مزایده نخستین قیمت پنهان است با این تفاوت که اگر برنده مزایده از پیشنهاد خود منصرف شود (معمولاً و نه همیشه) می‌تواند پیشنهاد خود را پس بگیرد! در واقع پیشنهاد قابل تغییر نیست اما برنده حق دارد که کالا را قبول کند یا از خرید کالا انصراف دهد. تنها زمانی پیشنهاد دهنده ملزم به خریداری کالا است که پیشنهاد وی تفاوت قابل توجهی (معمولاً ۱۰ درصد) با پیشنهاد دوم داشته باشد.

#### مزایده دو طرفه
در این نوع از مزایده هم خریدار و هم فروشنده پیشنهاد ارائه می‌کنند و پیشنهادها از بیشترین تا کمترین طبقه‌بندی می‌شوند تا عرضه و تقاضا انجام گیرد. پیشنهادها فروش از پائین‌ترین قیمت شروع می‌شود و افزایش می‌یابد و پیشنهادها خرید از بالاترین قیمت شروع، و کاهش می‌یابد. این فرمت به خریداران اجازه می‌دهد که خریداران در هر لحظه پیشنهادی را برای خرید مطرح کنند و فروشندگان پیشنهاد را قبول کنند. این مزایده ممکن است تا حدی گیج‌کننده به نظر برسد اما باید توجه کرد که پیشنهادها خریداران و فروشندگان در یک لحظه همپوشانی ندارند. به عنوان مثال فرض کنید که ۳ فروشنده کالاهای خود را به قیمت‌های ۱۵۰ و ۲۰۰ و ۳۰۰ دلار به فروش می‌رسانند و ۳ خریدار نیز برای این سه کالا پیشنهادها ۲۲۰ و ۳۰۰ و ۲۵۰ دلار را می‌دهند. در دو مورد عرضه و تقاضا همخوانی دارد ولی در مورد سوم قیمت کالا نامشخص است و چیزی بین ۲۰۰ و ۲۵۰  دلار خواهد بود. این مزایده گونه‌های متنوعی دارد که یکی از معروفترین آن‌ها مزایده دو طرفه هلندی است که در آن ساعت خریدار شروع به تیک زدن می‌کند با قیمت بسیار بالا و مرتباً کاهش می‌یابد در یک لحظه خریدار ساعت را متوقف می‌کند و پیشنهاد یک واحد قیمت مطلوب خود را می‌دهد. در این لحظه ساعت فروشنده شروع به کار می‌کند و از یک قیمت پایین افزایش می‌یابد تا زمانی که فروشنده ساعت را متوقف کند و پیشنهاد واحد قیمت را بدهد. زمانی که این دو قیمت با هم منطبق شوند کالاها با قیمت به نتیجه رسیده فروخته می‌شوند.
ای‌بی (eBay) معروف‌ترین وب‌گاه مزایده از چهار نوع مزایده زیر پشتیبانی می‌کند:
- نرمال: فروشنده مقدار حداقلی را برای کالای خود مشخص می‌کند و خریداران شروع به پیشنهاد قیمت می‌کنند. اگر قیمت اولیه از قیمت نرمال بازار بالاتر باشد، کالا هیچ پیشنهادی دریافت نمی‌کند. این مزایده تنها برای یک کالا یا بسته انجام می‌گیرد.....
- رزرو شده: در این نوع قیمت کالا رزرو شده و مشخص است ولی این قیمت پنهان است و پیشنهاد دهندگان از آن اطلاعی ندارند و همانند مزایده نرمال پیشنهاد می‌دهند به محض اینکه پیشنهادی به قیمت رزرو شده رسید، eBay اعلام می‌کند که پیشنهاد به قیمت رزرو شده رسیده‌است. چنانچه پیشنهادی به قیمت رزرو شده نرسد فروشنده مجبور به فروش کالا نمی‌باشد.
- هلندی: برای چندین کالای مشابه صورت می‌گیرد، پیشنهاد دهندگان پیشنهاد خود را ارائه می‌کنند و در پایان کسی که بالاترین پیشنهاد را داشته‌است برنده می‌شود اما مبلغ پائین‌ترین پیشنهاد برنده را برای آن کالا می‌پردازد.
- خصوصی: هر شخصی در این مزایده می‌تواند شرکت کند اما مشخصات پیشنهاد دهندگان کاملاً پنهان باقی می‌ماند. البته ای‌بی فروشنده را از مشخصات خریدار اصلی مطلع می‌کند ولی حتی فروشنده نیر از مشخصات سایر پیشنهاد دهندگان آگاه نمی‌شود.